# Wysszaja Chokkiejnaja Liga (2018/2019)
Sezon WHL 2018/2019 – dziewiąty sezon rosyjskich rozgrywek Wyższej Hokejowej Ligi rozgrywany na przełomie 2018 i 2019 roku.

## Uczestnicy
Przed sezonem 2018/2019 ligę opuściły drużyny Sputnik Niżny Tagił.  Do sezonu zostały przyjęte zespoły rosyjskie: Jugra Chanty-Mansyjsk i Łada Togliatti (usunięte z rozgrywek KHL) oraz HK Tambow (dotychczas grający w Mistrzostwach Wyższej Hokejowej Ligi). Drużyna KRS Heilongjiang przy przeniesieniu z Harbinu do Pekinu została przemianowana na KRS-ORG Pekin. W sezonie uczestniczyło 29 drużyn.
| Klub                     | Miasto           | Rok zał. | Rok doł. | Drużyna KHL                | Drużyna MHL / MHL 2             | Lodowisko           | Pojem- ność |
| ------------------------ | ---------------- | -------- | -------- | -------------------------- | ------------------------------- | ------------------- | ----------- |
| Bars Kazań               | Kazań            | 2014     | 2014     | Ak Bars Kazań              | Irbis                           | Kazachski DS        | 3523        |
| Buran Woroneż            | Woroneż          | 1977     | 2012     |                            | Rossosz                         | DS "Jubilejnyj"     | 3040        |
| Chimik Woskriesiensk     | Woskriesiensk    | 1953     | 2015     | Spartak Moskwa             | MHK Chimik                      | Podmoskowje         |             |
| CSK WWS Samara           | Samara           | 1950     | 2017     | Łada Togliatti             |                                 | DS CSK WWS          |             |
| Czełmiet Czelabińsk      | Czelabińsk       | 1948     | 2003     | Traktor Czelabińsk         | Bielyje Miedwiedi               | PS "Mieczeł"        | 2800        |
| Dinamo Sankt Petersburg  | Petersburg       | 2013     | 2016     | HK Soczi                   | MHK Dinamo-Sankt Petersburg     | Jubileuszowy PS     | 7012        |
| Dizel Penza              | Penza            | 1955     | 2010     | Łada Togliatti             | Dizelist                        | PSL "Temp"          | 5200        |
| Gorniak Uczały           | Uczały           | 2012     | 2017     | Awtomobilist Jekaterynburg |                                 | LA "Gorniak"        |             |
| Iżstal Iżewsk            | Iżewsk           | 1949     | 2006     | Siewierstal Czerepowiec    | Progriess Głazow                | LP "Iżstal"         | 3900        |
| Jermak Angarsk           | Angarsk          | 1958     | 2007     | Sibir Nowosybirsk          |                                 | Arena Jermak        | 6900        |
| Jugra Chanty-Mansyjsk    | Chanty-Mansyjsk  | 2006     | 2018     |                            | Mamonty Jugry                   | Arena Jugra         | 5500        |
| Jużnyj Urał Orsk         | Orsk             | 1996     | 2006     | Mietałłurg Magnitogorsk    | Jużnyj Urał-Mietałłurg          | DS "Jubilejnyj"     | 4600        |
| KRS Pekin                | Pekin            | 2017     | 2017     | Kunlun Red Star            | Kunlun-Junior                   |                     |             |
| Łada Togliatti           | Togliatti        | 1976     | 2018     |                            | Ładja Togliatti                 | Łada Arena          | 6122        |
| Mietałłurg Nowokuźnieck  | Nowokuźnieck     | 1949     | 2017     |                            | Kuznieckije Miedwiedi           | PS Kuźnieck         |             |
| Mołot-Prikamje Perm      | Perm             | 1948     | 2006     | Nieftiechimik Niżniekamsk  | Mołot Perm                      | UPS "Mołot"         | 7000        |
| Nieftianik Almietjewsk   | Almietjewsk      | 1965     | 2010     |                            | Sputnik Almietjewsk             | PS "Jubilejnyj"     | 2200        |
| HK Riazań                | Riazań           | 1955     | 2007     | Łokomotiw Jarosław         |                                 | PS "Olimpijskij"    | 2700        |
| Rubin Tiumeń             | Tiumeń           | 1995     | 2000     | Jugra Chanty-Mansyjsk      | Tiumenskij Legion               | PS Tiumeń           | 3300        |
| Saryarka Karaganda       | Karaganda        | 2006     | 2012     | Awangard Omsk              | MHK Kazakmys                    | Karagandy Arena     | 4400        |
| HK Sarow                 | Sarow            | 2002     | 2009     | Torpedo Niżny Nowogród     | Czajka Niżny Nowogród           | LD "Sarow"          | 1200        |
| SKA-Niewa                | Kondopoga        | 2008     | 2008     | SKA Sankt Petersburg       | SKA-1946 Sankt Petersburg       | PS "Jubilejnyj"     | 7000        |
| Sokoł Krasnojarsk        | Krasnojarsk      | 1977     | 2011     | Amur Chabarowsk            | Krasnojarskie Rysi              | Arena Siewier       | 4000        |
| HK Tambow                | Tambow           | 2000     | 2018     |                            |                                 | LDS "Kristałł"      | 1250        |
| Toros Nieftiekamsk       | Nieftiekamsk     | 1998     | 2006     | Saławat Jułajew Ufa        | Tołpar Ufa / Batyr Nieftiekamsk | PS "Nieftiekamsk"   | 2000        |
| Torpedo Ust-Kamienogorsk | Ust-Kamienogorsk | 1955     | 2001     | Barys Astana               |                                 | PS im. Aleksandrowa | 4400        |
| Tsen Tou Jilin           | Jilin            | 2017     | 2017     |                            |                                 |                     |             |
| Zauralje Kurgan          | Kurgan           | 1994     | 2003     |                            | Junior Kurgan                   | LPS "Mostowik"      | 2500        |
| Zwiezda Moskwa           | Moskwa           | 2015     | 2015     | CSKA Moskwa                |                                 |                     |             |

Legenda:

DS – Dworzec Sportowy, KS / SK – Kompleks Sportowy / Sportowy Kompleks, PS – Pałac Sportu, PSL – Pałac Sportów Lodowych, PS – Pałac Sportu, LD – Lodowy Dworzec, LK – Lodowy Kompleks, LP – Lodowy Pałac, LPS – Lodowy Pałac Sportu, UPS – Uniwersalny Pałac Sportu

## Sezon zasadniczy
W sezonie zasadniczym pierwsze miejsce zajęła SKA-Niewa (90 pkt.)

## Faza play-off
W finale kazachska Saryarka pokonała Rubina w meczach 4:1.
Natomiast medale przyznano zespołom klubom rosyjskim: złoty otrzymał Rubin, srebrny - SKA-Niewa, a brązowy Toros.